# Katerînivka, Velîka Lepetîha
Katerînivka (în ucraineană Катеринівка) este localitatea de reședință a comunei Katerînivka din raionul Velîka Lepetîha, regiunea Herson, Ucraina.

## Demografie
Componența lingvistică a localității Katerînivka
     Ucraineană (93,21%)
     Rusă (6,62%)
     Alte limbi (0,17%)
Conform recensământului din 2001, majoritatea populației localității Katerînivka era vorbitoare de ucraineană (93,21%), existând în minoritate și vorbitori de rusă (6,62%).